# 底數 (物理學)
物理學中，底數（英語：bottomness，符號為B′；B這個字母也代表美麗（beauty））為味量子數之一，反映了一粒子中底夸克（n
b
）與反底夸克（n
b
）之間的數量差異：
{\displaystyle B^{\prime }=-(n_{b}-n_{\bar {b}})}。
按常規，底夸克具有底數−1，而反底夸克則有底數+1。此正負號常規的起源是保持夸克味荷（味量子數）的正負號與電荷（符號Q）的正負號形式相同。在此情形下，Q = −1⁄3。
如同其他與味相關的量子數，底數在強作用跟電磁作用下守恆，但在弱作用下則不守恆。在第一階弱作用反應中，{\displaystyle \Delta B^{\prime }=\pm 1}成立。
實際使用上，物理學家較少使用「底數」這一名詞，而較常用「底夸克數量」與「反底夸克數量」來描述物理系統。